# Bernhard van den Sigtenhorst Meyer
Bernhard van den Sigtenhorst Meyer (Amsterdam, 17 juin 1888 – La Haye, 17 juillet 1953) est un compositeur néerlandais. Sigtenhorst Meyer est un musicologue, grand connaisseur de l'œuvre de Jan Pieterszoon Sweelinck. 

## Biographie
Né Bernhard Meijer – il se fait appeler des noms de ses deux parents – il est le fils d'un marchand d'Amsterdam. Après ses études secondaires, Van den Sigtenhorst Meyer étudie à Amsterdam de 1910 à 1912, la théorie de la musique avec Daniël de Lange, l'orgue avec Jean Baptiste Charles de Pauw, la musique de chambre avec Julius Röntgen et la composition avec Bernard Zweers. Il poursuit ensuite ses études à Paris, Bruxelles, Munich et Vienne. Il s'installe à La Haye où il développe sa réputation de professeur de piano et de composition.
En tant que compositeur, il se développe dans une direction à mi-chemin entre le romantisme tardif, l'impressionnisme (Quatuor no 1), l'exotisme et la modernité. Ses inspirations sont souvent basées sur des images orientales (Het oude China, Zes gezichten op den Fuji et De verzoeking van Boedhha), surtout après son voyage à Java et la religiosité occidentale.
La plupart des œuvres de sa période au conservatoire ont été détruites par lui-même. En 1916, il rencontre le poète-chanteur Rient van Santen (La Haye, 2 avril 1882 – Velp, 29 mai 1943) avec qui il devient ami et joue souvent en concert entre 1916 et 1927. L'influence de Rient van Santens sur Sightenhorst Meyer était grande et lui a inspiré différentes compositions. L'année 1923 est caractérisée par quelques œuvres montrant son intérêt pour la philosophie orientale : van Santen et Van den Sigtenhorst Meyer se rendent ensemble aux Indes néerlandaises, ce qui provoque une augmentation des influences orientales dans son œuvre. Il visite également le Japon. Dans la seconde moitié des années 1920, il s'intéresse et étudie la musique de la renaissance et de la polyphonie du baroque, où se trouve souvent des procédés en imitations. Ses œuvres sur des poèmes du XVIIe siècle de Jan Luyken, marque un changement d'esthétique.
En 1934, il écrit la musique du premier film sonore des Pays-Bas, « Willem van Oranje (nl) » [Guillaume d'Orange]. En 1935, il cofonde l’Association pour la musique de l'Église Protestante [Vereniging voor Protestantse Kerkmuziek]. Après la mort de Van Santen en 1943 – lors de l'évacuation forcée, qui transparaît dans son second quatuor à cordes (1944) –, il est plus tard en relation avec Jan Ophof.
Après la Seconde Guerre mondiale, il a été un membre actif de la Fédération néerlandaise des Associations professionnelles d'Artistes et des Nederlandse Toonkunstenaarsraad.
Il a travaillé pendant longtemps comme professeur privé de piano à La Haye dès 1918, mais il est ensuite pendant longtemps professeur de piano et de composition au Conservatoire royal de La Haye. Il a enseigné à Agnes Jama, mais son disciple le plus connu est Hans Henkemans.

## Œuvres

### Compositions (sélection)

#### Piano
Éditées chez Donemus principalement :
- Opus 1 : Les fleurs
- Opus 3 :

1. La Chine ancienne (1916)
2. Des oiseaux (1917)

- Opus 9 : Six vues du mont Fuji (1919)
- Opus 11 : La Meuse
- Opus 12 : Saint-Quentin (1920)
- Opus 14 : Vieux châteaux (1920)
- Opus 16 : Prélude
- Opus 17 : Huit préludes (1921)
- Opus 18 : Sonate pour piano (1922)
- Opus 19 : Capri
- Opus 20 : Variations (1924)
- Opus 23 : Deuxième sonate (1926)
- Opus 27 : Le monde de contes de fées (ou bleus) (Premier cahier)
- Opus 29 : Le monde de contes de fées (Deuxième cahier)
- Opus 30 : Sonatine 1
- Opus 32 : Sonatine 2
- Opus 42 : Deux capriccios

#### Autres œuvres
- 2 Quatuors à cordes (1919 et 1944)
- Œuvres pour violon, pour flûte, pour violoncelle (1926) et hautbois solo (1930) (exemple : deux séries de « Trois miniatures rurales »)
- Des œuvres pour violon et piano
- Œuvres pour orgue (notamment « Passacaglia et Fugue »)
- Œuvres chorales (notamment l'oratorio « le Bouddha de la tentation », 1918 ; et un « Stabat Mater », 1918)
- Chants spirituels pour chœur de femmes (notamment : « Jésus et l'âme » en 2 parties, sur des textes de Jan Luyken)
- Psaumes

### Écrits
Son étude approfondie de Sweelinck donné lieu à trois monographies, qui sont les premières importantes sur le compositeur :
- Sweelinck en zijn instrumentale muziek [Sweelinck et sa musique instrumentale], La Haye, Servire, 1934 ; 2e édition augmentée, 1946, 303 p.  (OCLC 906636945)
- Jan Pieterszoon Sweelinck, Amsterdam, H.J.W. Becht, 1941, 59 p.  (OCLC 19410892)
- De vocale muziek van Sweelinck [La musique vocale de Sweelinck], La Haye, Servire, 1948, 200 p.  (OCLC 906155140)[8].